# パリ万国博覧会 (1878年)

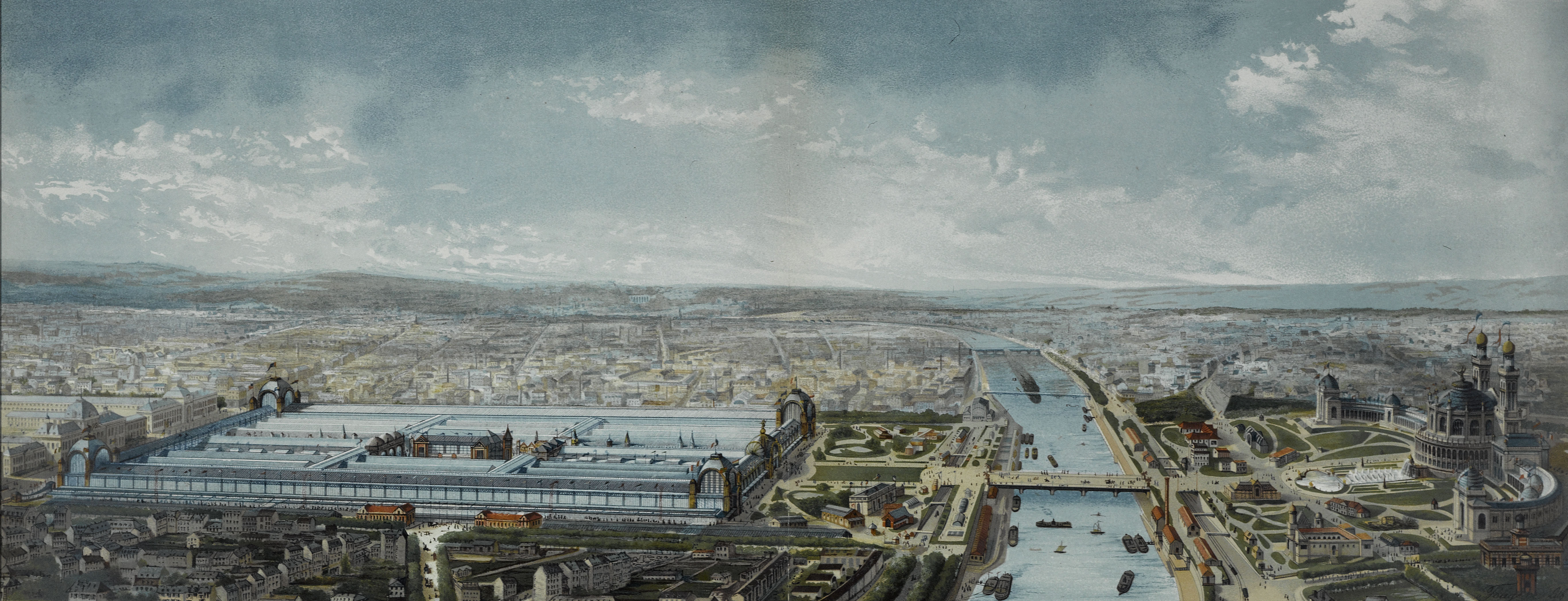
会場。セーヌ川の右はトロカデロ宮(シャイヨー宮)と庭園左はシャン・ド・マルス（現在はエッフェル塔がある）

1878年のパリ万国博覧会（せんはっぴゃくななじゅうはちねんのパリばんこくはくらんかい, Exposition Universelle de Paris 1878, Expo 1878）は、1878年5月20日から11月10日までフランスのパリで開催された国際博覧会である。

## 概要

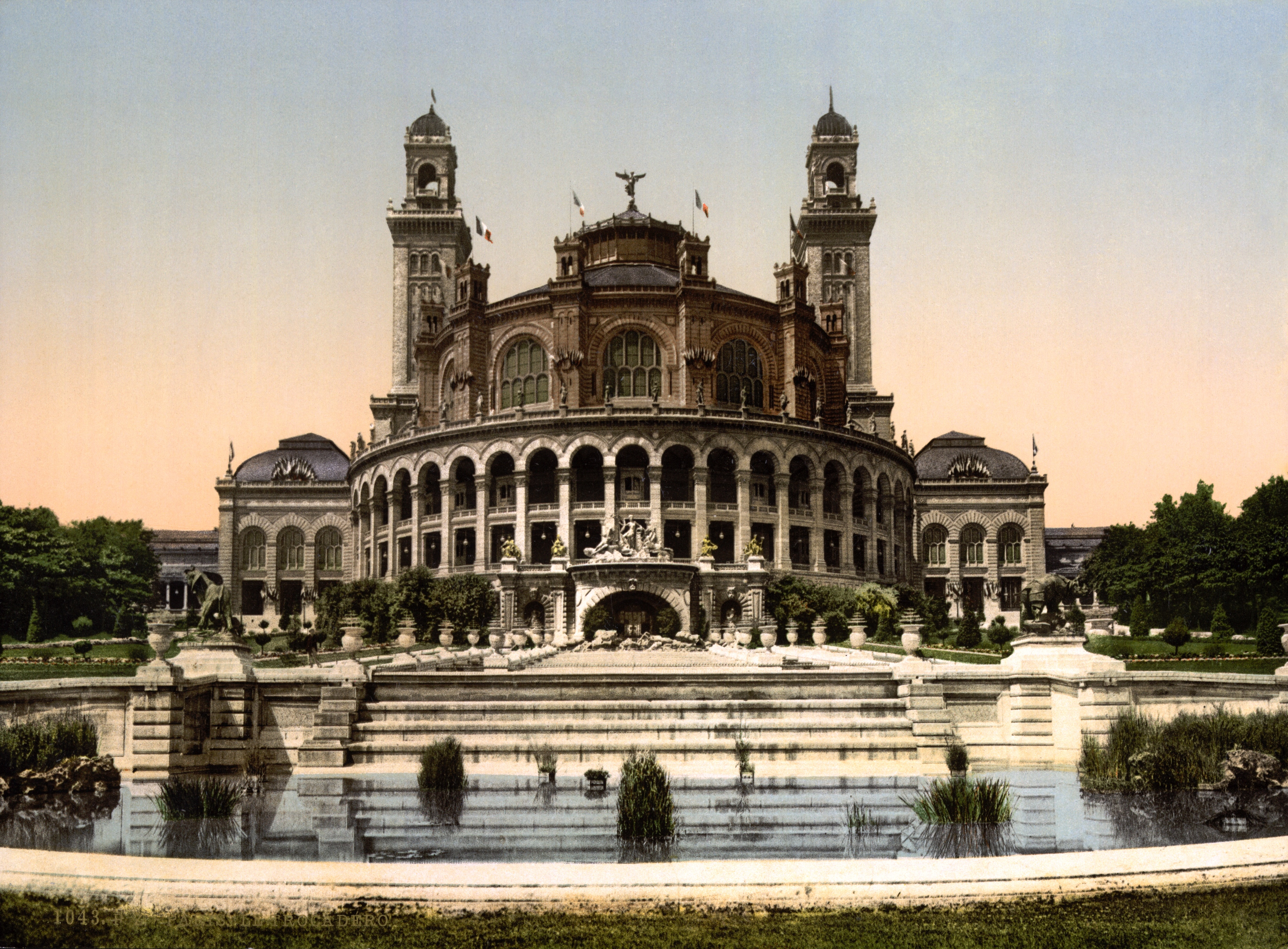
トロカデロ宮殿

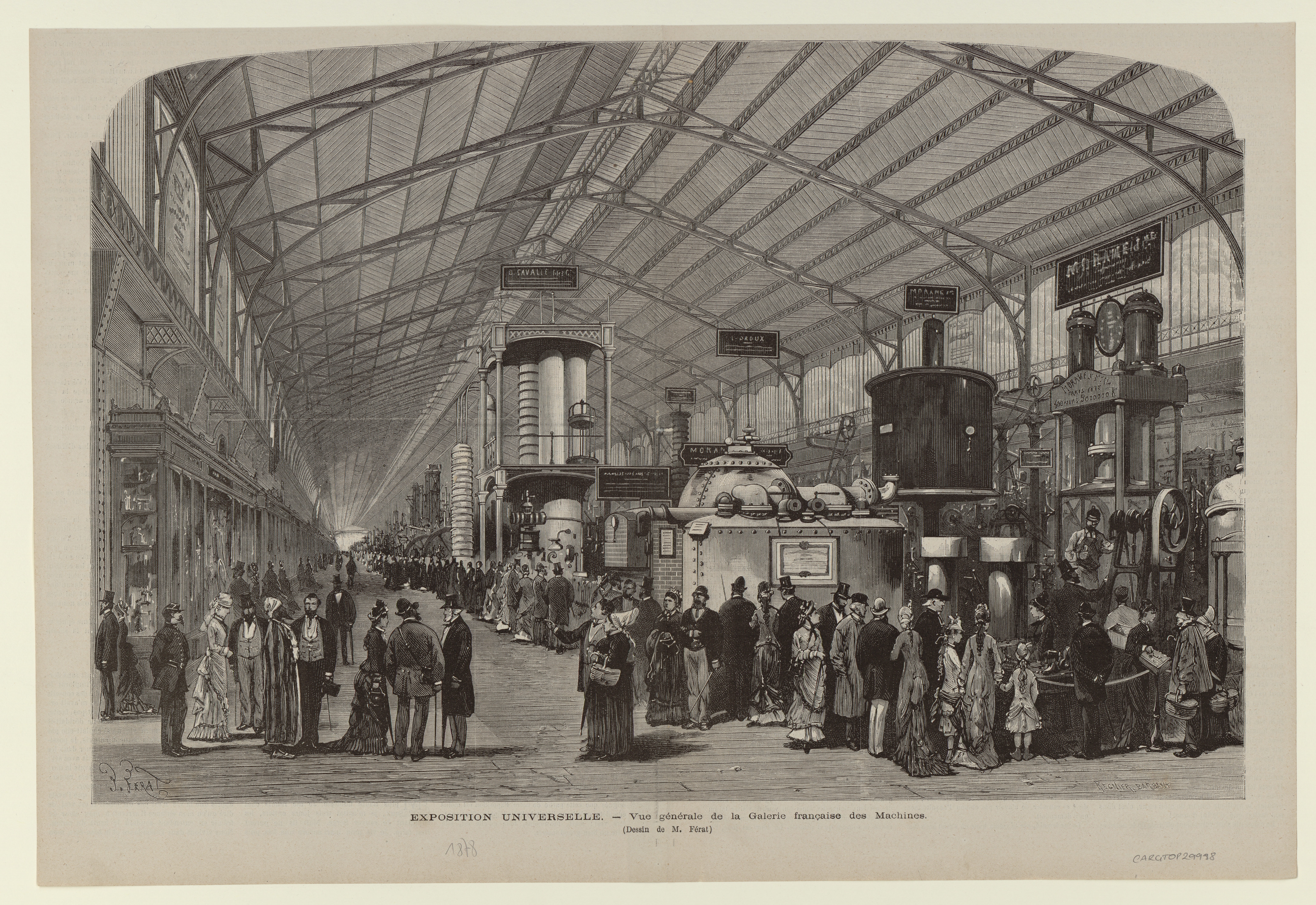
展示の模様。正面奥はPierre Armand Désiré Savalleのアルコール蒸留装置 (J.フェラ画)

普仏戦争からのフランスの復興を祝って開催され、36ヶ国が参加し会期中に1616万人が来場した。ドイツ帝国はこの博覧会に招待されなかった唯一の大国となった。パリで開催された国際博覧会では3回目となる。
トロカデロ庭園を囲むようにシャイヨーの丘にトロカデロ宮が建設され、その対岸のシャン・ド・マルス公園には巨大なパビリオンが建てられた。アレクサンダー・グラハム・ベルの電話機やトーマス・エジソンの蓄音機、自動車が出品されるなど、当時の各国の発明品が所狭しと並べられたが、一方で植民地から連れてこられた「原住民」たちを展示する「ネグロ村」が設けられている。
パリの美術界でジャポニスムが沸き起こっていた時期に重なり、日本からの出品は前回に引き続き印象派絵画に影響を与えた。

## 日本の参加

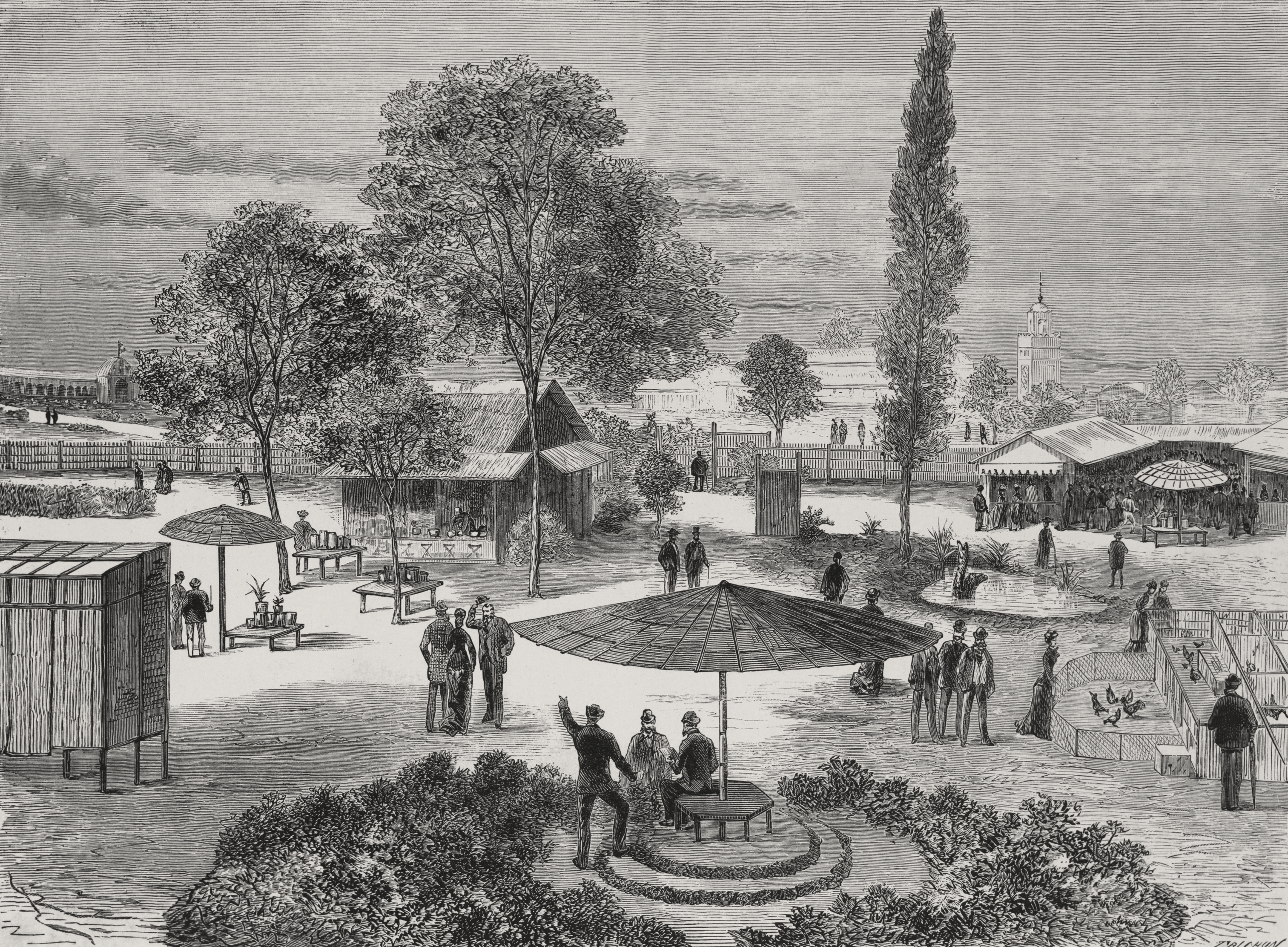
万博広場の日本村
（É.リウー画）

1876年にフランスから寺島宗則外務卿に参加要請があり、西南戦争で政情不安定であったが、これを了承し、大久保利通を博覧会事務総裁に、経費節減策を取りながら準備が進められた。副総裁の松方正義、事務官の前田正名、石原豊寛、久保弘道、御用取扱の平山成信、谷謹一郎、諏訪秀三郎、成島謙吉ら12名がフランスに派遣され、文部省派遣の九鬼隆一、手島精一、中川元らを含む約50名の日本代表団が渡仏した。トロカデロ、シャンドマルスの両会場に日本の文物を展示したほか、その中間にある広場には垣根に囲まれた日本村が造られ、三井物産による日本の農家・茶室のほか、庭には水田や菜園が再現された。